# 張瑞 (嘉靖進士)
張瑞（1500年—？），字應時，福建泉州府惠安縣人，民籍，明朝政治人物。

## 生平
嘉靖十三年（1534年）甲午科順天府鄉試第四十六名舉人。嘉靖十七年（1538年）中式戊戌科會試第一百五十八名，登第三甲第八十五名進士。十九年任钱塘县知县。歷官赣州府通判、南雄府同知、四川叙州府知府。

## 家族
曾祖張永淵；祖父張榮科；父張崑，母孫氏（封孺人）。慈侍下。弟张琪。孫張正聲，崇禎七年進士。